# Карролл (Айова)
Карролл (англ. Carroll) — город и административный центр округа Карролл в Айове в Соединённых Штатах Америки, расположенный вдоль реки Раккун. 
Население города плавно увеличивается, по переписи 2020 года оно составляло 10 321 человек, что на более чем на 200 человек больше, чем число жителей в 2010 году (10 103).

## История
Карролл был заложен в 1867 году. Он получил свое название от округа Карролл, который был назван в честь Чарльза Кэрролла, который был единственным католиком, подписавшим Декларацию независимости США.
В 1869 году город был выбран в качестве окружного центра, заменив Карролтон, с некоторыми протестами жителей последнего. Позже на городской площади было построено здание суда стоимостью 4000 долларов. Это здание использовалось до тех пор, пока не сгорело в 1886 году. Однако хранилища и записи не были повреждены и были перемещены во временное помещение.
Следующей зимой был одобрен выпуск облигаций на сумму 40 000 долларов на строительство нового постоянного здания суда. Здание из камня и кирпича было построено на северо-западном углу площади (парковка нынешнего здания суда). Здание суда, вместе с часовой башней, использовалось более 3/4 века пока не было заменено более большим и современным.
Для строительства и оснащения нового здания суда был использован выпуск облигаций на сумму 750 тысяч долларов. Это здание было официально открыто 24 сентября 1966 года. Кульминацией церемонии открытия стало открытие коробок, запечатанных в краеугольном камне старого здания суда. Колокол с часовой башни предыдущего здания суда находится на территории действующего здания суда.
18 января 1960 года, из-за неисправности электропроводки и плохой погоды, на кукурузном поле близ города совершил аварийную посадку самолёт Douglas DC-3, на борту которого находились игроки и тренеры баскетбольного клуба Лос-Анджелес Лейкерс (с 2012 года наиболее дорогостоящая команда НБА по данным Forbes, с оценочной стоимостью $ 900 млн).

## География
По данным Бюро переписи населения США, общая площадь города Карролл составляет 5,69 квадратных миль (14,74 км2), всё это суша.

## Климат
Согласно системе классификации климата Кёппена, в городе Карролл жаркий летний влажный континентальный климат, обозначаемый на климатических картах аббревиатурой «Dfa».